# Liste der Naturdenkmale in Pleizenhausen
Die Liste der Naturdenkmale in Pleizenhausen nennt die im Gemeindegebiet von Pleizenhausen ausgewiesenen Naturdenkmale (Stand 13. Mai 2024).

## Naturdenkmale
| Nr.         | Bezeichnung            | Lage                               | Beschreibung | Bild                                    |
| ----------- | ---------------------- | ---------------------------------- | ------------ | --------------------------------------- |
| ND-7140-078 | Eiche an der Weißmühle | östlich des Ortes an der K 50 Lage | Quercus sp.  | Direkt Bild zu diesem Denkmal hochladen |
| ND-7140-085 | Linde am Friedhof      | Hauptstraße, auf dem Friedhof Lage | Tilia sp.    | Direkt Bild zu diesem Denkmal hochladen |